# Escut de Sort

Escut Oficial, logotip complet descarregable amb la tipografia de l'Ajuntament de Sort des de http://sort.cat/sala-de-premsa/

Escut antic de Sort

L'escut oficial de Sort té el següent blasonament: 
Escut caironat: d'or, una àliga bicèfala de sable en repòs bicoronada a l'antiga, carregada al pit d'un escudet de gules amb tres palles d'or posades en banda. Per timbre, una corona de comte.

## Història
La vila ha adoptat les armories dels comtes de Pallars, amb l'àguila bicèfala coronada i l'escudet amb les palles, que són les armes parlants del comtat, ja que el castell de Sort era l'antiga residència dels comtes. També fa referència al comtat de Pallars la corona del capdamunt.
En versions prenormatives emprades per l'ajuntament, la meitat inferior de l'escut tenia el senyal reial. La versió actual no el té, ja que Sort no era possessió directa del Comte de Barcelona, i mai no li va donar el privilegi de lluir les seves armes.
La versió actual va ser aprovada el 27 de gener del 2006 i publicat al DOGC el 16 de febrer del mateix any amb el número 4574.

## Escuts municipals anteriors

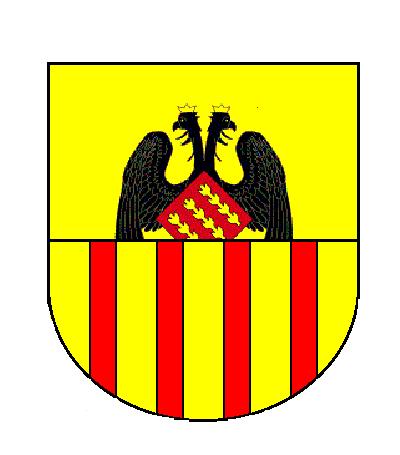
Escut antic de Sort

El municipi de Sort fou ampliat el 1970 i el 1976 amb la unió dels antics municipis d'Altron, Enviny i Llessui. Els escuts municipals anteriors a l'actualment vigent foren, per tant, els dels quatre municipis precedents: Altron, Enviny i Llessui, a més de l'antic escut de Sort.
L'antic escut antic de Sort fou l'escut municipal de l'antic municipi de Sort, de territori molt més reduït que l'actual, a la comarca del Pallars Sobirà. Perdé vigència en entrar en vigor la normativa catalana sobre els símbols oficials. L'escut antic no s'hi adaptava i, per tant, deixà de tenir validesa oficial. El 27 de gener del 2006 quedà aprovat l'Escut de Sort. Era un escut d'or, una àguila bicèfala, de sable, carregada amb un escudet de gules amb tres palles d'or en banda. Tallat d'or, quatre pals de gules.